# 楠木俊親
楠木 俊親（くすのき としちか）は、鎌倉時代末期の武将楠木正成・楠木正季の兄と伝えられる人物。

## 生涯
『尊卑分脈』版『橘氏系図』や『群書類従』版『橘氏系図』など多くの系図で、楠木正成と楠木正季の兄とされる人物だが、系図上のみの存在であり、事績に乏しい。
仮に実在したとしても、弟の正成が元亨2年（1322年）に執権北条高時の命で、楠木党を率いて戦っているため（『鎌倉将軍家譜』『高野春秋編年輯録』等）、この年までには死去または隠居していたと考えられる。
延元元年/建武3年5月25日（1336年7月4日）、湊川の戦いに参戦して広峰昌俊に討たれた楠木弥四郎（楠木正氏）という武将がいて、楠木正成の甥を名乗っている（『広峰文書』）。正氏は、正成弟の正季の子だったという可能性もあるが、正成の長子である正行がまだ参戦可能な年齢になっていなかったことを考慮すれば、年代的には正成兄の俊親の子だった可能性もある。